# Maître et Serviteur
Maître et serviteur (Хозяин и работник) est une nouvelle de Léon Tolstoï parue en 1895. 

## Historique
Maître et Serviteur est initialement publié dans les revues russes Le Messager du Nord et le Posrednik. Le titre initial de la nouvelle était La Tourmente de neige.

## Résumé
Vassili Andreitch Brekhounov, un riche marchand, n'est pas homme à laisser passer une bonne affaire : par une après-midi d'hiver, il décide de rendre visite à un voisin pour négocier l'achat d'une forêt, malgré la tempête de neige qui fait rage... Nikita, son vieux domestique, l'accompagne. Mais les deux hommes s'égarent bientôt et ce qui aurait dû n'être qu'un incident prend petit à petit les proportions d'un drame : maître et serviteur comprennent que la mort les attend, dans la nuit et le froid.

## Édition française
- Maître et serviteur, traduit par Boris de Schloezer, Éditions Gallimard,  « Bibliothèque de la Pléiade », 1960 (BNF 31477962).

## Livre audio
- Léon Tolstoï (auteur) et Claude Lesko (narrateur), Maître et serviteur [« Хозяин и работник »], Paris, Éditions Thélème,‎ 12 janvier 2004 (ISBN 978-2-87862-275-1, BNF 39134534)Support : 2 disques compacts audio ; durée : 1 h 59 min environ ; référence éditeur : Éditions Thélème 775. Ouvrage plusieurs fois réédité. Le nom du traducteur n'est pas précisé.